# 真鱗孔頭鯛
真鱗孔頭鲷，为輻鰭魚綱奇鯛目大鱗鲷科的其中一種。分布於全球各大洋熱帶及亞熱帶海域，屬深海魚類，棲息深度水深150至200公尺，本魚具特殊的多骨頭部脊的延伸與完整無缺鱗片的排列，在頭部前邊緣有銳利的角，背鰭硬棘3枚；背鰭軟條14至16枚；臀鰭硬棘1枚；臀鰭軟條8枚，體長可達4.6公分。

## 扩展阅读
維基物種上的相關：真鱗孔頭鲷